# Mayer

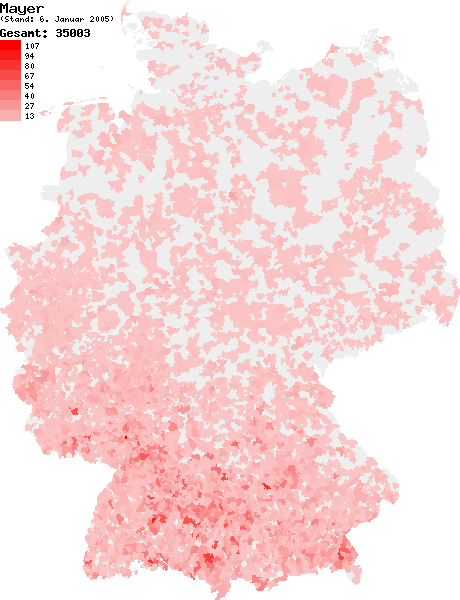
Verteilung des Namens Mayer in Deutschland (2005)

Mayer ist ein deutscher Familienname und ein männlicher Vorname.

## Herkunft und Bedeutung
Der Nachname ist eine Variante von Meier. Bedeutung und Verbreitung siehe dort.
Der Vorname ist eine Variante von Meir (abgeleitet von dem hebräischen Wort me'ír (הֵאִיר) für  „erleuchten“, „leuchten“, „strahlen“).

## Varianten
- De Mayer, Mayr, Maier, Majer (Májer), Mair, Meyer, weitere siehe Meier (Familienname)
- Meïr, Meir
- Mayers, Maiers, Meyers, Meiers, Myers
- Meyert
- Mayerl
- Meyermann, Meyerbaum (Mayerbaum, Maybaum)
- Schlichtenmayer

## Namensträger

### Vorname
- Mayer Amschel Rothschild (1744–1812), deutscher Kaufmann und Bankier
- Mayer Carl von Rothschild (1820–1886), deutscher Bankier und Politiker
- Mayer Dove Robinson (1901–1989), englisch-neuseeländischer Politiker, Unternehmer und Umweltaktivist
- Mayer Ebner (1872–1955), deutschsprachiger Zionist und Journalist
- Mayer Jacob Hecht (1928–2006), US-amerikanischer Politiker
- Mayer Levi (1814–1874), deutscher Kantor
- Mayer Matalon (1922–2012), jamaikanischer Unternehmer und Bankmanager
- Mayer Randegger (1780–1853), österreichischer Lehrer und Rabbiner

### A
- A. B. Mayer, Deckname von Alfred Wagenknecht (1881–1956), US-amerikanischer Politiker
- Adalbert Mayer (1934–2023), deutscher Geistlicher und Kirchenrechtler
- Adalbert Mayer-Heinricy (* 1934), deutscher Physiker, Biophysiker und Hochschullehrer
- Adolf Mayer (Agrarwissenschaftler) (1843–1942), deutscher Agrikulturchemiker
- Adolf Mayer (Höhlenforscher) (1863–1926), österreichischer Maler und Höhlenforscher
- Adolf Mayer (Widerstandskämpfer) (1918–1996), österreichischer Widerstandskämpfer
- Adolf Bittschi-Mayer (* 1950), deutscher Geistlicher, Weihbischof in Sucre, siehe Adolf Bittschi
- Adolf Theodor Mayer (1871–1952), deutscher Botaniker
- Adolph Mayer (1839–1908), deutscher Mathematiker
- Aegidius Mayer (1857–1935), österreichischer Politiker (CSP)
- Albert von Mayer (1842–1908), österreichischer Feldmarschalleutnant
- Albert Mayer (Unternehmer, 1844) (1844–1927), österreichischer Kaufhausunternehmer
- Albert Mayer (Politiker) (1855–1909), deutscher Politiker, MdL Württemberg
- Albert Mayer (Bildhauer, I) († 1910), deutscher Bildhauer
- Albert Mayer (Bildhauer, 1867) (1867–1944), deutscher Bildhauer
- Albert Mayer (Sänger) (1887–nach 1952), deutscher Sänger (Tenor) und Gesangslehrer
- Albert Mayer (Soldat) (1892–1914), deutscher Soldat
- Albert Mayer (Schauspieler), französischer Schauspieler
- Albert Mayer (Sportfunktionär), Schweizer Sportfunktionär
- Albert Mayer (Stadtplaner) (1897–1981), US-amerikanischer Architekt und Städteplaner
- Albert Mayer (Unternehmer, II), deutscher Unternehmer
- Albert Mayer (Kanute) (* 1943), französischer Kanute
- Albert Mayer (Heimatforscher), deutscher Heimatforscher
- Albert Mayer (Musiker), Schweizer Gitarrist
- Albert Mayer von Gunthof (1827–1906), mährisch-österreichischer Unternehmer
- Albert Mayer-Mikosch (Albe Mayer-Mikosch) (* um 1952), deutscher Gitarrist und Sänger
- Albert Mayer-Reinach (1876–1954), deutscher Musikwissenschaftler, Musikpädagoge und Dirigent
- Albrecht Mayer (Maler) (1875–1952), Schweizer Maler und Kunstgewerbelehrer
- Albrecht Mayer (Richter) (1912–1995), deutscher Jurist und Richter
- Albrecht Mayer (* 1965), deutscher Oboist
- Alexander Mayer (Schreiner) († 1710), Schweizer Schreiner
- Alexander Mayer (Publizist) (* 1960), deutscher Historiker, Denkmalschützer und Politiker
- Alexander Mayer (Schwimmer) (* 1967), deutscher Schwimmer
- Alexander Mayer (Dirigent) (* 1973), deutscher Dirigent, Organist und Chorleiter
- Alexander Mayer (Koch) (* 1987), deutscher Koch
- Alexander von Liezen-Mayer (1839–1898), ungarischer Maler
- Alexandre Mayer (* 1998), mauritischer Radrennfahrer
- Alfons Mayer (1938–2021), kanadischer Sportschütze
- Alfred Mayer (Heimatforscher) (1906–1992), deutscher Lehrer und Heimatforscher
- Alfred Mayer (Politiker) (1936–2022), österreichischer Politiker (ÖVP) und Präsident des Österreichischen Roten Kreuzes
- Alfred Mayer (Botaniker), deutscher Botaniker
- Alfred Mayer-Gürr (1912–2008), deutscher Geologe
- Alfred Goldsborough Mayer (1868–1922), US-amerikanischer Meereszoologe und Entomologe
- Alfred Karl Mayer (1860–1932), deutscher Schriftsteller und Kritiker
- Alfred M. Mayer (Alfred Marshall Mayer; 1836–1897), US-amerikanischer Physiker
- Alois Mayer (Politiker, 1791) (1791–1860), deutscher Politiker, MdL Baden
- Alois Mayer (Bildhauer) (1855–1936), deutscher Bildhauer
- Alois Mayer (Politiker, 1949) (1949–2023), österreichischer Politiker (SPÖ)
- Andrea Mayer (* 1962), österreichische Beamtin
- Andrea Mayer, Geburtsname von Andrea Peterhansel (* 1968), deutsche Rallyefahrerin
- Andreas Mayer (Mathematiker) (1716–1782), deutscher Mathematiker, Astronom und Kartograf
- Andreas Mayer (Koch) (* 1966), deutscher Koch
- Andreas Mayer (Pädagoge) (* 1966), deutscher Sprachheilpädagoge und Hochschullehrer
- Andreas Mayer (Wissenschaftshistoriker) (* 1970), österreichischer Soziologe und Wissenschaftshistoriker
- Andreas Mayer (Fußballspieler, 1972) (* 1972), deutscher Fußballspieler
- Andreas Mayer (Fußballspieler, 1980) (* 1980), deutscher Fußballspieler
- Andreas Mayer (Politiker) (* 1995), deutscher Politiker (AfD)
- Andreas Mayer-Brennenstuhl (* 1957), deutscher Künstler, Kunstaktivist, Hochschullehrer, Kunsttherapeut und Autor
- Angelo Mayer (* 1996), deutscher Fußballspieler
- Anja Mayer (* 1979), deutsche Politikerin (Die Linke)

- Anna Mayer (Sportlerin) (Anna Maria Mayer), polnische Leichtathletin und Wintersportlerin
- Anna Mayer (Juristin) (1882–1937), deutsche Juristin, Politikerin und Frauenrechtlerin
- Anna Mayer-Bergwald (1852–1935), deutsche Journalistin und Schriftstellerin
- Anna-Elisabeth Mayer (* 1977), österreichische Schriftstellerin
- Annaliese Mayer-Meintschel (1928–2020), deutsche Kunsthistorikerin
- Annemarie Mayer, eigentlicher Name der Hochseilartistin Camilla Mayer 3, siehe Camilla Mayer
- Annemarie C. Mayer (* 1967), deutsche Theologin und Hochschullehrerin
- Annette Mayer (* 1962), deutsche Schauspielerin und Sängerin
- Anny Mayer-Knoop (1889–nach 1969), deutsche Schriftstellerin
- Ansgar Mayer (* 1972), deutscher Journalist
- Anton Mayer (Musiker) (1780–1854), österreichischer Lehrer und Musiker
- Anton Mayer (Geistlicher) (1818–1877), deutscher Geistlicher
- Anton Mayer (Historiker) (1838–1924), österreichischer Historiker
- Anton Mayer (Botaniker) (1867–1951), deutscher Botaniker
- Anton Mayer (Kunsthistoriker) (1879–1944), deutscher Kunsthistoriker und Schriftsteller
- Anton Mayer (Verbandsfunktionär) (1888–nach 1963), deutscher Musikverbandsfunktionär
- Anton Mayer (Mathematiker) (1903–1942), österreichischer Mathematiker
- Anton Mayer (Soziologe) (1909–nach 1982), deutscher Soziologe und Hochschullehrer
- Anton Mayer (Umweltaktivist) (1925–2010), deutscher Umweltaktivist
- Anton Mayer (Höhlenforscher) (1936–2009), österreichischer Höhlenforscher
- Anton Mayer (Fußballspieler) (1936–2010), deutscher Fußballspieler
- Anton Mayer (Journalist) (1943–2011), österreichischer Journalist
- Anton Mayer-Pfannholz (1891–1982), deutscher Heimatforscher
- Antônio de Castro Mayer (1904–1991), brasilianischer Geistlicher, Titularbischof von Priene
- Armand Mayer (1894–1986), französischer Bauingenieur und Geotechniker
- Arnd Mayer, deutscher Filmproducer und Drehbuchautor
- Arno J. Mayer (1926–2023), US-amerikanischer Historiker
- Arthur Mayer (1911–1998), deutscher Psychologe
- August Mayer (Apotheker) (1774–1837), deutscher Apotheker und Magistratsrat
- August Mayer (1790–1829), deutscher Sänger (Bass, Bariton) und Komponist, siehe Friedrich Ludwig August Mayer
- August Mayer (Dichter) (1792–1812), deutscher Dichterjurist
- August Mayer (Verwaltungsbeamter) (1832–nach 1894), deutscher Verwaltungsbeamter
- August Mayer (Chemiker) (um 1844–??), deutscher Chemiker
- August Mayer (Ingenieur) (1872–1957), österreichischer Ingenieur und Bauunternehmer
- August Mayer (Mediziner) (1876–1968), deutscher Gynäkologe
- August Mayer (General) (1898–1969), deutscher General der Volkspolizei
- August Mayer (1917–2015), österreichischer Skisportler, siehe Gustl Mayer (Skisportler)
- August George-Mayer (eigentlich August Georg Mayer; 1834–1889), österreichischer Maler
- August Andreas Mayer (1882–1954), deutscher Maler
- August Franz Josef Karl Mayer (1787–1865), deutscher Anatom
- August Liebmann Mayer (1885–1944), deutscher Kunsthistoriker

### B
- Barbara Mayer (Artistin) (* 1926), deutsche Artistin
- Barbara Mayer (Radsportlerin) (* 1982), österreichische Mountainbikefahrerin
- Bärbel Mayer (Barbara Mayer; * 1935), deutsche Leichtathletin
- Beate Mayer (* 1962), deutsche Fußballspielerin
- Benedikt Mayer (* 1953), deutscher Politiker (Bündnis 90/Die Grünen)
- Bernd Mayer (Journalist) (1942–2011), deutscher Journalist, Heimatforscher und Politiker
- Bernd Mayer (Pharmakologe) (* 1959), österreichischer Pharmakologe, Toxikologe und Hochschullehrer
- Bernhard Mayer (Politiker) (1787–?), deutscher Politiker, MdL Bayern
- Bernhard Mayer (Kunstsammler) (1866–1946), deutscher Pelzhändler, Anarchist und Kunstsammler
- Bernhard Mayer (Theologe) (1939–2011), deutscher Theologe und Hochschullehrer
- Berni Mayer (geb. Bernhard Mayer; * 1974), deutscher Blogger und Musiker
- Bertl Mayer (* 1958), österreichischer Jazzmusiker
- Berthold Meyer († 1465/67), Abt des Aegidienklosters in Braunschweig
- Bernt Mayer (* 1957), deutscher Wirtschaftswissenschaftler, Psychologe und Hochschullehrer
- Bertram J. Mayer (1943–2013), österreichischer Architekt
- Bianca Mayer (* 1979), Schweizer Moderatorin und Liedermacherin
- Birgit Mayer, deutsche Fußballspielerin
- Birgit Mayer-Lewis (* 1971), deutsche Pädagogin und Hochschullehrerin
- Brigitte Maria Mayer (* 1965), deutsche Fotografin
- Bronwyn Mayer (* 1974), australische Wasserballspielerin
- Bruni Mayer (* 1947), deutsche Politikerin

### C
- Camilio Mayer (1890–1972), deutscher Artist
- Camilla Mayer, Pseudonym von vier deutschen Artistinnen
- Carl Mayer (Verleger) (1798–1868), deutscher Maler, Stahlstecher und Verleger
- Carl Mayer (1810–1876), österreichischer Maler, siehe Karl Mayer (Maler, 1810)
- Carl von Mayer (Mediziner, 1830) (1830–1883), deutscher Mediziner und Hospitalgründer
- Carl Mayer (Mediziner, 1862) (1862–1936), österreichischer Neurologe und Psychiater
- Carl Mayer (Politiker) (1884–1963), deutscher Politiker (SPD), MdL Oldenburg
- Carl Mayer (Drehbuchautor) (1894–1944), österreichischer Drehbuchautor
- Carl Mayer (Soziologe) (1902–1974), US-amerikanischer Religionssoziologe deutscher Herkunft
- Carl Mayer von Mayerfels (1825–1883), deutscher Heraldiker, Kunsthistoriker und Altertumsforscher
- Carl Frowin Mayer (1827–1919), deutscher Politiker und Heimatforscher
- Carl Wilhelm Traugott von Mayer (1796–1864), deutscher Rechtsanwalt, Rittergutsbesitzer und Politiker, MdL Sachsen
- Carmen Mayer (* 1950), deutsche Schriftstellerin
- Cedric Mayer (* 2005), deutscher Handballspieler
- Charles Mayer (Komponist) (Carl Mayer; 1790–1862), deutscher Komponist und Pianist
- Charles Mayer (Boxer) (1882–1972), US-amerikanischer Boxer
- Charles Mayer (Politiker) (1936–2025), kanadischer Politiker
- Charles-Joseph Mayer (1751–1825), französischer Literat
- Chris Mayer (Hockeyspieler) (* 1968), britischer Hockeyspieler
- Chris Mayer (Musiker) (Cristian Maier; * 1981), rumänischer Musiker
- Christa Mayer (* 1972), deutsche Sängerin (Mezzosopran)
- Christian Mayer (Maler) (1700–1771), deutscher Maler
- Christian Mayer (Physiker) (1719–1783), deutscher Physiker, Astronom und Philosoph
- Christian Mayer (Kupferstecher) (1812–1870), österreichischer Kupferstecher
- Christian Mayer (Archivar) (1828–1910), deutscher Theologe, Pädagoge, Archivar und Bibliothekar
- Christian Mayer, Geburtsname von Christian Tobin (* 1956), deutscher Bildhauer
- Christian Mayer (Fußballspieler, 1966) (* 1966), österreichischer Fußballspieler
- Christian Mayer (Journalist) (* 1969), deutscher Journalist
- Christian Mayer (Skirennläufer) (* 1972), österreichischer Skiläufer
- Christian Mayer (Fußballspieler, 1977) (* 1977), österreichischer Fußballspieler
- Christian Anton Mayer, bekannt als Carl Amery (1922–2005), deutscher Schriftsteller
- Christian Friedrich von Mayer (1774–1846), deutscher Generalmajor
- Christian Gustav Adolph Mayer (1839–1908), deutscher Mathematiker, siehe Adolph Mayer
- Christian Kosmas Mayer (* 1976), deutscher Künstler
- Christian Ludwig Mayer (* 1974), deutscher Pianist und Komponist
- Christine Mayer (Politikerin) (* 1948), französische Politikerin
- Christine Mayer (Erziehungswissenschaftlerin) (* 1949), deutsche Erziehungswissenschaftlerin
- Christoph Mayer (Architekt) (1864–1931), deutscher Architekt
- Christoph Mayer (Musiker) (* 1962/63), deutscher Violinist und Dirigent
- Christoph Mayer (Wirtschaftswissenschaftler), deutscher Wirtschaftswissenschaftler und Autor
- Christoph Mayer (Künstler) (* 1975), österreichischer Künstler
- Christoph Mayer (Judoka) (* 1990), österreichischer Judo Staatsmeister 2013 und Ranggler
- Christoph Oliver Mayer (* 1974), deutscher Romanist und Literaturwissenschaftler
- Christopher Mayer (Schauspieler, 1954) (1954–2011), US-amerikanischer Schauspieler
- Christopher Mayer (Schauspieler, 1961) (* 1961), australischer Schauspieler
- Christopher J. Mayer (Chris J. Mayer; * um 1965), US-amerikanischer Wirtschaftswissenschaftler
- Clara Mayer (* 2001), deutsche Klimaschutzaktivistin
- Clara Mayer-Himmelheber (* 1970), deutsche Ethnologin und Kuratorin
- Claude Albert Mayer (1918–1998), deutsch-britischer Romanist
- Claudia Mayer (* 1984), österreichische Badmintonspielerin
- Claudia Mayer (Juristin) (* 1984), deutsche Rechtswissenschaftlerin
- Claus Mayer-Böricke (1928–1992), deutscher Atomphysiker und Hochschullehrer
- Clemens Mayer (* 1985), deutscher Gedächtnissportler
- Collin Mayer, mauritischer Radrennfahrer
- Conny Mayer-Bonde (* 1972), deutsche Politikerin (CDU), MdB
- Conrad Wilhelm Mayer (1931–2012), deutscher Musikpädagoge, Chorleiter und Komponist
- Constance Mayer (1775–1821), französische Malerin
- Cornelius Petrus Mayer (1929–2021), deutscher Theologe und Hochschullehrer

### D
- Daisy von Scherler Mayer (* 1966), US-amerikanische Regisseurin und Drehbuchautorin
- Daniel Mayer (1909–1996), französischer Journalist, Politiker und Mitglied der Résistance
- Daniel Joseph Mayer von Mayern (1656–1733), Erzbischof von Prag
- Deborah Mayer (* 1977), französische Autorennfahrerin
- Delia Mayer (* 1967), Schweizer Schauspielerin und Sängerin
- Derek Mayer (* 1967), kanadischer Eishockeyspieler und -trainer
- Dieter Mayer (Germanist) (1934–2022), deutscher Germanist und Hochschullehrer
- Dieter Mayer (Physiker) (* 1943), deutscher Physiker und Hochschullehrer
- Dieter Mayer (Musiker) (* 1950), deutscher Orchesterleiter und Arrangeur
- Dieter Mayer (Jurist) (* 1955), deutscher Jurist, Hochschullehrer und Sportfunktionär
- Dieter Mayer-Rosa (* 1936), Geophysiker
- Dietrich Mayer (* 1940), deutscher Jurist
- Domenika Mayer (* 1990), deutsche Langstreckenläuferin
- Dominik Mayer (1809–1875), österreichischer Theologe, Hochschullehrer und Titularbischof von Cisamus
- Dominikus Mayer (1752–1823), deutscher Ordensgeistlicher, Abt von Beuron
- Donna Mayer-Martin (1947–2009), US-amerikanische Musikwissenschaftlerin und Hochschullehrerin
- Doris Mayer (1958–2018), österreichische Schauspielerin und Schriftstellerin
- Dorothy Moulton-Mayer (1886–1974), britische Sängerin und Biografin

### E
- Eckehard Mayer (* 1946), deutscher Komponist
- Edgar Mayer (* 1953), österreichischer Politiker (ÖVP)
- Edith Mayer-Hammer (1926–2011), österreichische Malerin
- Eduard Mayer (1812–1881), deutscher Bildhauer
- Eduard von Mayer (1873–1960), deutsch-ukrainischer Theaterkritiker und Kunsthistoriker
- Edwin Mayer-Homberg (1881–1920), deutscher Rechtswissenschaftler und Hochschullehrer
- Edwin Justus Mayer (1896–1960), US-amerikanischer Drehbuchautor
- Egon Mayer (Jagdflieger) (1917–1944), deutscher Jagdflieger
- Egon Mayer (Soziologe) (1944–2004), ungarisch-amerikanischer Soziologe
- Elias Mayer (1709–1766), deutscher Kaufmann und Bankier, siehe Elias Hayum
- Elias Mayer (1733/1737–1803), deutscher Kaufmann und Bankier
- Elisabeth Mayer (* 1988), österreichische Biathletin
- Elisabeth Schmitz-Mayer-Harting (1929–2009), österreichische Redakteurin, Literaturwissenschaftlerin und Gründerin der KÖF
- Elmar Mayer (Wirtschaftswissenschaftler) (1923–2019), deutscher Wirtschaftswissenschaftler
- Elmar Mayer (Politiker) (* 1953), österreichischer Politiker (SPÖ)
- Elmar Mayer-Baldasseroni (* 1977), österreichischer Schriftsteller, Maler und Mediziner
- Else Mayer (1891–1963), deutsche Nonne und Frauenaktivistin
- Emanuel Mayer (* 1973), deutscher Klassischer Archäologe
- Emil Mayer (Komponist) (1822–1868), österreichischer Komponist und Schriftsteller
- Emil Mayer (Architekt, 1845) (1845–1910), deutscher Architekt und Baubeamter
- Emil Mayer (Architekt, 1847) (1847–1935), deutscher Architekt und Baubeamter
- Emil Mayer (Fabrikant) (1848–1910), deutscher Fabrikant und Politiker, MdL Baden
- Emil Mayer (Fotograf) (1871–1938), österreichischer Fotograf und Jurist
- Emil Mayer (Elektrotechniker) (1885–1953), deutscher Elektrotechniker und Industriemanager
- Emil Karl Friedrich Meyer (1792–1861), deutscher Generalmajor
- Emil Walter Mayer (1854–1927), deutscher Theologe und Hochschullehrer
- Emilie Mayer (1812–1883), deutsche Komponistin
- Eric Mayer (* 1980), deutscher Fernsehjournalist und Moderator
- Erich Mayer (Maler) (1876–1960), deutscher Maler in Südafrika und Deutsch-Südwestafrika
- Erich Mayer (Jurist) (1908–nach 1948), deutscher Jurist
- Erich August Mayer (1894–1945), österreichischer Schriftsteller
- Erich Carl Mayer (1878–1942), deutscher Zigarrenfabrikant
- Erich Mathias Mayer (1950–2007), österreichischer Sänger, Humorist und Ziehharmonikaspieler, siehe Hias (Sänger)
- Erika Schreiweis-Mayer (1916–nach 1983), deutsche Bibliothekarin und Schriftstellerin
- Ernest Mayer (1920–2009), jugoslawischer Botaniker und Hochschullehrer
- Ernst Mayer (Bildhauer) (1796–1844), deutscher Bildhauer
- Ernst Mayer (Politiker, 1815) (1815–1891), böhmischer Arzt und Politiker
- Ernst Mayer (Garteninspektor) (1838–1889), Badener, deutscher Garteninspektor
- Ernst Mayer (Mathematiker) (1839–1926), österreichischer Mathematiker
- Ernst Mayer (Fabrikant) (1850–1922), deutscher Papierfabrikant
- Ernst Mayer (Rechtshistoriker) (1862–1932), deutscher Rechtshistoriker
- Ernst Mayer (Richter) (1872–1943), deutscher Jurist und Richter
- Ernst Mayer (Mediziner) (1883–1952), deutscher Mediziner und Philosoph
- Ernst Mayer (Politiker, 1901) (1901–1952), deutscher Politiker (FDP/DVP) und Journalist
- Ernst Mayer-Schierning (1925–2021), deutscher Violinist und Hochschullehrer
- Ernst-Theodor Mayer (* 1933), deutscher Neurologe, Psychiater und Betriebsmediziner
- Erskine Mayer (1889–1957), US-amerikanischer Baseballspieler
- Eugen Mayer (1867–1930), deutscher Rabbiner, siehe Eugen Meyer (Rabbiner)
- Eugen Mayer (Fechter), deutscher Fechter
- Eugen Mayer (Schriftsteller) (1914–1984), österreichischer Lehrer und Mundartdichter
- Eugen Mayer-Fassold (auch Eugen Mayer-Faßold; 1893–1937), deutscher Bildhauer und Maler
- Eugen Mayer (Gürtler) österreichischer Hochschullehrer an der Kunstgewerbeschule des Österreichischen Museums für Kunst und Industrie
- Eugen Carl Mayer (1909–1990), deutscher parteiloser Kommunalpolitiker
- Eugenio Mayer (1939–2015), italienischer Skilangläufer
- Eva Mayer (Fußballspielerin) (* 1958), deutsche Fußballspielerin
- Eva Mayer (Schauspielerin) (* 1982), österreichische Schauspielerin, Sprecherin und Sängerin
- Evelies Mayer (geb. Evelies Magnus; * 1938), deutsche Soziologin und Politikerin (SPD)

### F
- Fabian Mayer (* 1981), deutscher Politiker
- Fanny Mayer (1851–1934), deutsche Hotelière auf dem Feldberg
- Felix Mayer (Sprachwissenschaftler) (* 1961), deutscher Sprachwissenschaftler
- Felix Mayer (Synchronsprecher) (* 1986), deutscher Synchronsprecher
- Felix Mayer-Felice (1876–1929), deutscher Maler
- Felix Mayer-Mallenau (1862–1951), österreichischer Jurist und Ministerialbeamter
- Ferdinand Mayer (Beamter) (um 1767–1832), österreichischer Eisenbahnbeamter
- Ferdinand Mayer (Maler), österreichischer Maler
- Ferdinand Mayer (Politiker) (1916–1991), österreichischer Politiker (ÖVP)
- Ferdinand Mayer (Geograph) (1927–1995), österreichischer Wirtschaftsgeograph und Hochschullehrer
- Ferdinand Mayer-Eschenbacher (1878–1959), österreichischer Schriftsteller
- Ferdinand Engelbert Gregor Mayer (1754–1820), österreichischer Benediktiner, Theologe und Hochschullehrer
- Florian Mayer (Wirtschaftswissenschaftler) (* 1975), deutscher Wirtschaftswissenschaftler
- Florian Mayer (Tennisspieler) (* 1983), deutscher Tennisspieler
- Florian Mayer (Fußballspieler) (* 1998), deutscher Fußballspieler
- Frank Otto Mayer (1891–um 1985), deutscher Chirurg
- Franz Mayer (Maler) (Franz Borgias Mayer; 1848–1926), deutscher Maler
- Franz Mayer (Bezirksamtmann) (1862–1948), deutscher Verwaltungsbeamter
- Franz Mayer (Kunstsammler) (1882–1975), mexikanischer Kunstsammler und Geschäftsmann
- Franz Mayer (Politiker) (1913–1977), österreichischer Politiker (SPÖ)
- Franz Mayer (Rechtswissenschaftler, 1920) (1920–1977), deutscher Rechtswissenschaftler
- Franz Mayer (Rechtswissenschaftler, 1968) (* 1968), deutscher Jurist
- Franz Anton Mayer (1773–1854), deutscher Pfarrer, Heimatforscher und Archäologe
- Franz Ferdinand Mayer von Fahnenberg (1679–1741), deutscher Jurist und Stadtschreiber
- Franz Josef Mayer-Gunthof (1894–1977), österreichischer Unternehmer
- Franz Josef Carl Mayer (1787–1865), deutscher Anatom, siehe August Franz Josef Karl Mayer
- Franz Joseph Karl Mayer (1787–1865), deutscher Anatom, siehe August Franz Josef Karl Mayer
- Franz Martin Mayer (1844–1914), österreichischer Historiker
- Franz Xaver Mayer (Theologe) (1757–1841), deutscher Theologe
- Franz Xaver Mayer (* 1938), deutscher Landwirt und Politiker (CSU), siehe Xaver Mayer (Politiker)
- Franziska Mayer-Hillebrand (1885–1978), österreichische Psychologin
- Fred Mayer (Spion) (Friedrich Mayer; 1921–2016), deutsch-US-amerikanischer Agent
- Fred Mayer (Fotograf) (1933–2021), schweizerisch-deutscher Fotograf
- Frederic Mayer (1931–2013), US-amerikanisch-deutscher Sänger (Tenor)
- Frederick Mayer (geb. Friedrich Mayer; 1921–2006), deutscher Pädagoge und Autor
- Friedrich Mayer (Schriftsteller) (1804–1857), deutscher Schriftsteller und Journalist
- Friedrich Mayer (Verwaltungsjurist) (1816–1870), deutscher Verwaltungsjurist
- Friedrich Mayer (Maler) (1825–1875), deutscher Maler
- Friedrich Mayer (Lehrer) (1881–1946), deutscher Lehrer und Autor
- Friedrich Mayer (Theologe) (1881–1947), deutscher Theologe
- Friedrich Mayer (Politiker, 1887) (1887–1937), österreichischer Soldat und Politiker
- Friedrich Mayer (Schiedsrichter) (1910–1984), österreichischer Fußballschiedsrichter
- Friedrich Mayer (Bildhauer) (1913–1944), deutscher Holzbildhauer
- Friedrich Mayer (Politiker, 1919) (1919–2003), deutscher Politiker (DDR-CDU), MdV
- Friedrich Mayer-Beck (1907–1977), österreichischer Maler und Grafiker
- Friedrich Carl Mayer (1824–1903), deutscher Maler
- Friedrich Christoph Mayer (1762–1841), deutscher Beamter
- Friedrich Eduard Mayer (1809–1875), deutscher Metallwarenhändler und Politiker, MdR
- Friedrich Franz Mayer (1816–1870), deutscher Jurist und Verwaltungsbeamter
- Friedrich Gottlieb Mayer (1793–1858), deutscher Geistlicher, Prior von St. Florian
- Friedrich Ludwig August Mayer (1790–1829), deutscher Opernsänger (Bass/Bariton) und Komponist
- Friedrich Theodor Mayer (1864–1936), deutscher Theologe und Pfarrer und Politiker (DNVP), MdL Baden
- Friedrich Wilhelm Mayer (1813–1897), deutscher Verwaltungsbeamter
- Fritz Mayer (Schriftsteller) (1794–1884), deutscher Schriftsteller
- Fritz Mayer (Unternehmer) (1865–1937), deutscher Buchdruckereibesitzer
- Fritz Mayer (Chemiker) (1876–1940), deutscher Chemiker, Privatdozent und ao. Professor an der Universität Frankfurt, 1933 Entlassung als Jude, 1940 Freitod
- Fritz Mayer (Architekt) (1889–1964), deutscher Architekt
- Fritz Mayer (Politiker) (1933–1988), österreichischer Politiker (SPÖ)her Grafiker und Illustrator
- Fritz Mayer-Lindenberg (Friedrich Mayer-Lindenberg: * 1949), deutscher Informatiker und Hochschullehrer

### G
- Gabriel Mayer (1878–1954), deutscher Politiker (BVP, CSU), MdL Bayern und Bürgermeister
- Gaston Louis Mayer (1913–2008), deutscher Autor, Geologe und Paläontologe
- Geert Mayer (* 1949), deutscher Neurologe
- Gene Mayer (* 1956), US-amerikanischer Tennisspieler
- Genoveva Mayer (* 1982), deutsche Schauspielerin
- Georg Mayer (1533–1606), deutscher Mediziner, siehe Georg Marius
- Georg Mayer (Bischof) (1768–1840), österreichischer Geistlicher, Bischof von Gurk
- Georg Mayer (Politiker, 1852) (1852–1931), österreichischer Politiker (CS), Reichsratsabgeordneter
- Georg Mayer (Sanitätsoffizier) (1870–1936), deutscher Sanitätsoffizier
- Georg Mayer (Mediziner) (1871–1936), deutscher Militärarzt
- Georg Mayer (Rektor) (1892–1973), deutscher Wirtschaftswissenschaftler
- Georg Mayer (Politiker, 1973) (* 1973), österreichischer Politiker (FPÖ), Steiermärkischer Landtagsabgeordneter
- Georg Mayer-Franken (1870–1926), deutscher Maler
- Georg Mayer-Marton (1897–1960), österreichischer Maler
- Georg Mayer-Pröger (1896–1967), deutscher Maler und Grafiker
- Georg Karl Mayer (1814–1868), deutscher Theologe, Geistlicher und Hochschullehrer
- Georg Ludwig Mayer-Doss (1847–1919), deutscher Fabrikant
- George Mayer, US-amerikanischer Turner
- Gerda Mayer (1927–2021), tschechoslowakisch-britische Holocaustüberlebende und Lyrikerin
- Gerhard Mayer (Grafiker) (* 1951), österreichischer Grafiker und Fotograf
- Gerhard Mayer (Diplomat) (* 1967), österreichischer Diplomat
- Gerhard Mayer (Leichtathlet) (* 1980), österreichischer Leichtathlet
- Gerhard Mayer-Vorfelder (1933–2015), deutscher Sportfunktionär und Politiker (CDU)
- Gerhart Mayer (1926–2018), deutscher Germanist
- Gerry Mayer (* 1960), österreichischer Bildhauer
- Gert Mayer (* 1959), österreichischer Nephrologe
- Gina Mayer (* 1965), deutsche Schriftstellerin
- Gisela Mayer (1931–2020), deutsche Politikerin
- Gottfried Mayer (1865–1938), deutscher Malzfabrikant und Politiker, MdR
- Gottfried Mayer-Kress (1954–2009), deutscher Mathematiker
- Gottfried David Mayer (1659–1719), deutscher Mediziner
- Gottschalk Mayer (1761–1835), deutscher Hoffaktor
- Gringo Mayer (* 1988), deutscher Sänger und Musiker
- Günter Mayer (Kulturwissenschaftler) (1930–2010), deutscher Kultur- und Musikwissenschaftler
- Günter Mayer (Theologe) (1936–2004), deutscher Theologe
- Günther Mayer (1934–2018), deutscher Orthopäde und Hochschullehrer
- Gustav Mayer (Revolutionär) (1810–1852), deutscher Apotheker und Revolutionär
- Gustav Mayer (Historiker) (1871–1948), deutscher Journalist und Historiker
- Gustav Mayer (Oberamtmann) (1879–1967), deutscher Verwaltungsjurist
- Gustav Mayer-Dinkel (1853–1937), deutscher Kaufmann und Politiker
- Gustl Mayer (Skisportler) (August Mayer; 1917–2015), österreichischer Skispringer und Skirennläufer
- Gustl Mayer (Musiker) (eigentlich Günter Mayer; * 1936), deutscher Jazzmusiker

### H
- Hanna Mayer (* 1965), österreichische Pflegewissenschaftlerin
- Hannes Mayer (Architekt) (1896–1992), deutscher Architekt
- Hannes Mayer (Forstwissenschaftler) (1922–2001), deutsch-österreichischer Forstwissenschaftler
- Hanns Mayer (1912–1978), österreichischer Schriftsteller und Widerstandskämpfer, siehe Jean Améry
- Hans von Mayer (1874–1955), deutscher Generalleutnant
- Hans Mayer (Wirtschaftswissenschaftler) (1879–1955), österreichischer Wirtschaftswissenschaftler
- Hans Mayer (Mediziner, 1896) (1896–1966), deutscher Generalarzt
- Hans Mayer (Politiker) (1898–1966), österreichischer Politiker (SPÖ)
- Hans Mayer (Volkskundler) († 1941), österreichischer Volkskundler
- Hans Mayer (Literaturwissenschaftler) (1907–2001), deutscher Literaturwissenschaftler
- Hans Mayer, Geburtsname von Jean Améry (1912–1978), österreichischer Schriftsteller und Widerstandskämpfer
- Hans Mayer (Fußballspieler, 1914) (1914–1974), deutscher Fußballspieler
- Hans Mayer (Galerist) (1940–2022), deutscher Galerist und Kunsthändler
- Hans Mayer (Fußballspieler) (1945–2020), deutscher Fußballspieler
- Hans Mayer (Mediziner, 1950) (* 1950), deutscher Psychologe
- Hans Mayer-Foreyt (1916–1981), deutscher Grafiker
- Hans Mayer-Orbig (* 1935), deutscher Kinderarzt und Maler
- Hans Mayer-Rieckh (1910–1994), österreichischer Unternehmer, Präsident der Steirischen Wirtschaftskammer und Kunstsammler
- Hans Mayer-Uellner (1905–1983), deutscher Fabrikant
- Hans Mayer-Wegelin (1897–1983), deutscher Forstwissenschaftler und Hochschullehrer
- Hans Eberhard Mayer (1932–2023), deutscher Historiker
- Hans Ferdinand Mayer (1895–1980), deutscher Mathematiker und Physiker
- Hansjörg Mayer (* 1943), deutscher Drucker und Verleger
- Hans-Jörg Mayer (* 1955), deutscher Maler
- Hans-Otto Mayer (1903–1983), deutscher Buchhändler
- Hans-Peter Mayer (* 1944), deutscher Politiker (CDU)
- Hans Peter Mayer (* 1966), deutscher Jurist
- Heidrun Mohr-Mayer (1941–2014), deutsche Managerin
- Heinrich Mayer (Architekt) (1636–1692), deutscher Priester und Architekt
- Heinrich Mayer (Maler) (1803–1836), österreichischer Maler
- Heinrich Mayer (Unternehmer) (1850–1911), deutscher Unternehmer
- Heinrich Mayer (Kaufmann) (1866–1942), deutscher Kaufmann
- Heinrich Mayer (Sportfunktionär), deutscher Fechtsportfunktionär
- Heinrich Mayer (Theologe) (1881–1957), deutscher Theologe und Kunsthistoriker
- Heinz Mayer (Widerstandskämpfer) (1917–1999), österreichischer Widerstandskämpfer
- Heinz Mayer (Rennfahrer), deutscher Motorradrennfahrer
- Heinz Mayer (Jurist) (* 1946), österreichischer Jurist
- Heinz-Michael Mayer (* 1954), deutscher Neurochirurg
- Helen Mayer (Politikerin) (1932–2008), australische Politikerin
- Helen Mayer Harrison (geb. Helen Mayer; * 1929), US-amerikanische Künstlerin, siehe Helen Mayer Harrison und Newton Harrison
- Helene Mayer (1910–1953), deutsche Fechterin
- Helene Meyer-Moringen (1898–1965), deutsche Malerin
- Hellmuth Mayer (1895–1980), deutscher Rechtswissenschaftler und Kriminologe
- Helmut Mayer (Entomologe) (1920–1954), österreichischer Insektenforscher
- Helmut Mayer (Meteorologe) (* 1947), deutscher Meteorologe und Klimatologe
- Helmut Mayer (Journalist) (* 1961), österreichischer Journalist
- Helmut Mayer (* 1966), österreichischer Skirennläufer
- Helmuth Mayer (1917–2002), deutscher Volkswirt und Ministerialbeamter
- Henriëtte Mayer van den Bergh (1838–1920), belgische Kunstsammlerin, Mäzenatin und Museumsgründerin
- Henry Mayer (Schauspieler) (1857–1941), französischer Schauspieler
- Henry Mayer (Karikaturist) (Hy Mayer; 1868–1953/1954), deutsch-amerikanischer Zeichner und Karikaturist
- Henry Mayer (Radsportler) (auch Henri Mayer; 1878–1955), deutscher Radrennfahrer
- Henry Mayer (Komponist) (1925–1998), deutscher Komponist
- Herbert Mayer (Physiker) (1900–1992), deutscher Physiker und Hochschullehrer
- Herbert Mayer (Verwaltungsjurist) (1922–2013), deutscher Verwaltungsjurist
- Herbert Mayer (Tischtennisspieler) (* 1937/1938), deutscher Tischtennisspieler
- Herbert Mayer (Historiker) (* 1948), deutscher Geschichts- und Gesellschaftswissenschaftler
- Herbert Mayer (Jurist) (* 1951), deutscher Jurist und Richter
- Herbert Mayer (Biathlet), deutscher Biathlet
- Herbert G. Mayer (1943–2022), deutscher Informatiker
- Hermann Mayer (Bildhauer) (1849–1912), österreichischer Bildhauer
- Hermann Mayer (Politiker) (1889–1959), österreichischer Politiker (CSP)
- Hermann Mayer-Falkow (1897–1963), deutscher Schauspieler, Theaterregisseur und Sänger
- Hermann A. Mayer (Hermann August Mayer; * 1954), deutscher Chemiker und Hochschullehrer
- Hermann Alois Mayer (1871–1927), deutscher Geschäftsmann und Schriftsteller
- Holger Mayer (* 1973), deutscher Kegelsportler
- Horst Friedrich Mayer (1936–2003), österreichischer Journalist und Moderator
- Huby Mayer (Hubert Mayer; * 1954), österreichischer Musiker
- Hugo Mayer (Architekt) (1883–1930), österreichischer Architekt
- Hugo Mayer (Politiker, 1886) (1886–1963), österreichischer Politiker (SDAP), Schriftsetzer und Verleger
- Hugo Mayer (Politiker, 1899) (1899–1968), deutscher Politiker (CDU), MdB

### I
- Ida Mayer (* 1993), deutsche Sprinterin
- Ignaz Mayer (Buchdrucker) († 1668), deutscher Buchdrucker
- Ignaz Mayer (Unternehmer) (1810–1876), österreichischer Unternehmer, Kammerfunktionär und Politiker
- Ignaz Mayer (Maler) (Ignaz Mayer-Frauenberg; 1874–1932), deutscher Maler
- Ilona Mayer-Zach (* 1963), österreichische Autorin und Schriftstellerin
- Ilse Günther-Mayer (1934–2021), Schweizer Fotoreporterin und Pressefotografin
- Ilse Mayer-Kulenkampff (1916–2008), deutsche Sozialarbeiterin und Hochschullehrerin
- Iris Mayer (Schauspielerin) (* ca. 1950), deutsche Schauspielerin
- Iris Mayer (Journalistin) (* 1975), deutsche Journalistin
- Irmtraut Obiditsch-Mayer (1913–1995), österreichische Anatomin und Pathologin
- Isaac H. Mayer (1864–1967), US-amerikanischer Jurist

### J
- Jacob Mayer (Baumeister) (1610–1683), deutscher Baumeister und Politiker
- Jacob Mayer (Fabrikant) (1813–1875), deutscher Fabrikant
- Jacob Mayer (Mundartdichter) (1866–1939), deutscher Mundartdichter
- Jacob Anton Mayer (1782–1857), deutscher Verleger
- Jakob Mayer (Bildhauer), deutscher Bildhauer
- Jakob Mayer-Attenhofer (1806–1885), Schweizer Maler und Zeichner
- Jamie Mayer (* 1977), schottischer Rugbyspieler
- Jan Mayer (* 1972), deutscher Sportwissenschaftler, Psychologe und Hochschullehrer
- Jean-François Mayer (* 1957), Schweizer Religionshistoriker
- Jeremias Mayer (1735–1789), deutsch-britischer Maler
- Joachim Mayer-Ullmann (* um 1953), deutscher Pianist und Dirigent
- Joanna Isabel Mayer (1904–1991), US-amerikanische Mathematikerin und Hochschullehrerin
- Johann Mayer (Politiker, I), deutscher Politiker, MdL Großherzogtum Hessen
- Johann Mayer (Mediziner) (1754–1807), böhmischer Mediziner
- Johann Mayer (Maler) (1805–1866), österreichischer Maler
- Johann Mayer (Politiker, II), österreichischer Grundbesitzer und Politiker, Salzburger Landtagsabgeordneter
- Johann Mayer (Politiker, 1855) (1855–1939), deutscher Politiker (Zentrum)
- Johann Mayer (Politiker, 1858) (1858–1941), österreichischer Politiker (CSP, Niederösterreich)
- Johann Mayer (Politiker, 1879) (1879–nach 1920), deutscher Politiker (BBB)
- Johann Mayer (Serienmörder) (1886–1923), deutscher Serienmörder
- Johann Mayer (Politiker, 1922) (1922–2005), österreichischer Politiker (ÖVP), Bundesrat
- Johann Mayer von Lindenthal († 1864), böhmischer Arzt und Kuranstaltsbetreiber, siehe Lázně Jeleč
- Johann Mayer von Sonnenberg (1801–1869), österreichischer Offizier
- Johann Abraham Mayer (1684–1726), deutscher Mediziner
- Johann Baptist Mayer (1803–1892), deutscher Unternehmer
- Johann Baptist Mayer (Geodät) (1846–1903), deutscher Geodät
- Johann Bernhard Mayer (1669–1747), deutscher römisch-katholischer Geistlicher
- Johann Christoph Andreas Mayer (1747–1801), deutscher Anatom und Hochschullehrer
- Johann David Mayer (1636–1696), deutscher Komponist, Musikherausgeber und Politiker
- Johann Friedrich Mayer (Theologe) (1650–1712), deutscher Theologe
- Johann Friedrich Mayer (Agrarwissenschaftler) (1719–1798), deutscher Pfarrer und Agronom
- Johann Friedrich Mayer (Politiker) (1798–1863), deutscher Schultheiß, Notar und Politiker
- Johann Jakob Mayer (Politiker) (1744–1827), Schweizer Bankier, Richter und Politiker
- Johann Jakob Mayer (Geistlicher) (1769–1852), deutscher Geistlicher, Kirchenlieddichter und Chronist
- Johann Prokop Mayer (1737–1804), österreichischer Gärtner
- Johann Tobias Mayer (1752–1830), deutscher Mathematiker, Physiker und Astronom
- Johann Ulrich Mayer (1616–1679), deutscher Theologe
- Johanna Mayer (* 1953), Äbtissin des Klosters Frauenchiemsee
- Johannes Mayer (Abt) (1437–1523), deutscher Geistlicher, Abt von Weißenau
- Johannes Mayer, bekannt als Johannes Eck (1486–1543), deutscher Theologe
- Johannes Mayer (Jurist), deutscher Jurist und Hochschullehrer
- Johannes Mayer (General) (1893–1963), deutscher General
- Johannes Gottfried Mayer (1953–2019), deutscher Medizin- und Pharmaziehistoriker
- John Mayer (Komponist) (1930–2004), indischer Komponist und Geiger
- John Mayer (* 1977), US-amerikanischer Singer-Songwriter und Gitarrist
- John Mayer (Volleyballspieler) (* 1982), US-amerikanischer Volleyball- und Beachvolleyballspieler
- John D. Mayer (* 1953), US-amerikanischer Psychologe
- Jojo Mayer (Sergé Mayer; * 1963), Schweizer Schlagzeuger
- Jon Mayer (* 1938), US-amerikanischer Jazzmusiker
- Jonas Mayer (* 2004), österreichischer Fußballspieler
- Jörg Mayer (Glockengießer), deutscher Glockengießer
- Jörg Mayer (Jurist) (1956–2015), deutscher Notar
- Jorge Mayer (1915–2010), argentinischer Geistlicher, Erzbischof von Bahía Blanca
- Josef Mayer (Jesuit) (1741–1814), deutscher Theologe und Pädagoge
- Josef Mayer (Politiker, 1806) (1806–1891), österreichischer Politiker, Kärntner Landtagsabgeordneter
- Josef Mayer (Historiker) (1844–1929), österreichischer Politiker, Historiker und Pädagoge
- Josef Mayer (Ingenieur) (1855–1924), österreichisch-US-amerikanischer Techniker und Bauingenieur
- Josef Mayer (Politiker, 1868) (1868–1940), österreichischer Politiker
- Josef Mayer (Politiker, 1877) (1877–1938), österreichischer Politiker
- Josef Mayer (Jurist) (1887–1961), deutscher Verwaltungsjurist
- Josef Mayer (Politiker, 1898) (1898–1948), österreichischer Politiker (ÖVP), Mitglied des Bundesrates
- Josef Mayer (Politiker, 1925) (* 1925), österreichischer Politiker (SPÖ), Burgenländischer Landtagsabgeordneter
- Josef Mayer (Politiker, 1957) (* 1957), österreichischer Lehrer und Politiker, Vizebürgermeister von Eisenstadt
- Josef Mayer (General), österreichischer Arzt und Offizier des Bundesheeres
- Josef Mayer (Eishockeyspieler) (* 1988), deutscher Eishockeytorwart
- Josef Mayer-Aichhorn (1890–1976), österreichischer Kapellmeister und Komponist
- Josef Mayer-Limberg (1911–1992), österreichischer Mundartdichter
- Josef Mayer-Scheu (1936–2013), deutscher Theologe
- Josefa Mayer-Proidl (* 1939 oder 1940), österreichische Schriftstellerin
- Joseph Mayer (von Schnaittach, 1774–1861); württembergischer Rabbiner und Kabbalist; siehe Joseph Schnaittach
- Joseph von Mayer (General, 1774) (1774–1818), österreichischer Generalmajor
- Joseph Mayer (Bildhauer) (1846–1898), deutscher Bildhauer
- Joseph Mayer (Theologe) (1886–1967), deutscher Moraltheologe
- Joseph Mayer (Politiker), deutscher Politiker (BVP)
- Joseph Anton Mayer (Mediziner) (1798–1860), deutscher Chirurg und Orthopäde
- Joseph Anton Mayer (Komponist) (1855–1936), deutscher Komponist
- Joseph Edward Mayer (1904–1983), US-amerikanischer Chemiker
- Joseph Gabriel Mayer (1808–1883), deutscher Bildhauer und Unternehmensgründer, siehe Mayer’sche Hofkunstanstalt
- Joseph Georg von Mayer (1767–1813), österreichischer Generalmajor
- Judas Thaddäus Mayer (1897–1972), deutscher Politiker (CDU)
- Julia Mayer (* 1993), österreichische Langstreckenläuferin
- Julius Mayer († 1887), deutscher Unternehmer, Mitbegründer von J. Mayer & Sohn
- Julius Mayer, österreichischer Konditor, Gründer des Café Mayer
- Julius Mayer (Tennisspieler) (* 1937), südafrikanischer Tennisspieler
- Julius Robert von Mayer (1814–1878), deutscher Physiker und Mediziner, siehe Robert Mayer
- Julius Marshuetz Mayer (1865–1925), US-amerikanischer Jurist und Politiker (Republikanische Partei)
- Jürgen Mayer (Moderator) (* 1964), deutscher Journalist und Moderator
- Jürgen Mayer (Architekt) (* 1965), deutscher Architekt und Künstler
- Jürgen Mayer (Bobfahrer) (* 1976), österreichischer Bobfahrer

### K
- Karin Mayer (* 1975), deutsche Fechterin
- Karl Mayer (Schauspieler, 1753) (1753–1830), österreichischer Schauspieler, Theaterdirektor und Bühnenschriftsteller
- Karl Mayer (Dichter) (1786–1870), deutscher Jurist und Dichter
- Karl von Mayer (Mediziner) (1793–1866), deutscher Arzt
- Karl Mayer (Gartendirektor) (1804–1887), deutscher Gartendirektor
- Karl Mayer (Maler, 1810) (1810–1876), österreichischer Maler und Hochschullehrer
- Karl Mayer (Politiker, 1819) (1819–1889), deutscher Politiker und Dichter
- Karl Mayer (Musiker) (vor 1820–1907), österreichischer Violinist, Orchesterdirektor und Archivar
- Karl Mayer (Politiker, 1835) (1835–1918), deutscher Ökonom und Politiker
- Karl Mayer (Politiker, 1842) (1842–1909), deutscher Politiker, Bürgermeister von Cottbus
- Karl Mayer (Politiker, 1851) (1851–1922), deutscher Politiker, MdL Bayern
- Karl Mayer (Schauspieler, 1852) (1852–1933), deutscher Schauspieler
- Karl Mayer (Kunstsammler) (1855–1942), österreichischer Kunstsammler
- Karl Mayer (NS-Opfer) (1857–1942), deutsches NS-Opfer
- Karl Mayer (Mediziner) (1862–1936), österreichischer Neurologe und Psychiater
- Karl Mayer (Alpinist) (1876–1910), österreichischer Alpinist
- Karl Mayer (Politiker, 1878) (1878–1951), deutscher Politiker und Richter
- Karl Mayer (Künstler) (1889–1970), deutscher Künstler
- Karl Mayer (Politiker, VI), deutscher Politiker (DVP), MdL Württemberg
- Karl Mayer (Zoologe) (1906–1970), deutscher Entomologe
- Karl Mayer (Politiker, 1907) (1907–1962), deutscher Politiker und Widerstandskämpfer
- Karl Mayer (Fußballspieler) (1913–1988), deutscher Fußballspieler
- Karl Mayer (Maler, 1966) (* 1966), österreichischer Maler
- Karl Mayer-Exner (1890–1972), böhmisch-österreichischer Jurist und Dramaturg
- Karl Mayer-Eymar (1826–1907), Schweizer Geologe und Paläontologe
- Karl Mayer-Freinberg (1875–1949), österreichischer Buchhändler, Archivar und Mundartdichter
- Karl Adolf Mayer (1889–1957), österreichischer Lehrer und Schriftsteller
- Karl August Mayer (1808–1894), deutscher Lehrer und Schriftsteller
- Karl-Friedrich Meyer (* 1947), deutscher Jurist und Hochschullehrer
- Karl J. Mayer (* 1955), deutscher Historiker und Archivar
- Karl Leopold Mayer (1880–1965), deutscher Schriftsteller, Lyriker und Jurist
- Karl-Ludwig Mayer (* 1951), deutscher Fußballspieler
- Karl Ulrich Mayer (* 1945), deutscher Soziologe und Hochschullehrer
- Karl Wilhelm Mayer (1795–1868), deutscher Gynäkologe
- Karoline Mayer (Sängerin) (um 1814–1889), österreichische Opernsängerin (Sopran)
- Karoline Mayer (Missionarin) (* 1943), deutsche Missionarin und Entwicklungshelferin
- Katharina Mayer (* 1958), deutsche Fotografin
- Katja Mayer (* 1968), deutsche Triathletin
- Kevin Mayer (* 1992), französischer Zehnkämpfer
- Kilian Mayer († um 1513), deutscher Bauer und Mitglied der Bundschuh-Bewegung
- Klaus Mayer (1923–2022), deutscher Priester
- Klaus Mayer (Unternehmer) (1965–2022), deutscher Unternehmer und Fußballfunktionär
- Kurt Mayer (Politiker) (1879–1958), polnischer Politiker (DP)
- Kurt Mayer (Designer) (1894–1981), deutscher Industriedesigner
- Kurt Mayer (Ingenieur) (1899–nach 1950), deutscher Ingenieur und Hochschullehrer
- Kurt Mayer (Historiker) (1903–1945), deutscher Historiker und Genealoge
- Kurt Mayer (Filmproduzent) (1951–2023), österreichischer Filmproduzent, Regisseur und Drehbuchautor
- Kurt Mayer (Fußballtrainer) (* 1957), österreichischer Fußballtrainer
- Kurt Mayer-Bugström (1900–1976), deutscher Ingenieur und Chemiker
- Kurt Mayer-Pfalz (1911–nach 2002), deutscher Maler und Bühnenbildner
- Kurt Bernd Mayer (1916–2006), schweizerisch-amerikanischer Soziologe
- Kurt-Ulrich Mayer (* 1950), deutscher Medienrechtler

### L
- Lauren Etame Mayer (* 1977), kamerunischer Fußballspieler
- Laurenz Mayer (auch Laurentius Mayer; 1828–1912), österreichischer Priester, Titularbischof von Dioclea
- Lene Mayer-Skumanz (* 1939), österreichische Schriftstellerin
- Leonardo Mayer (* 1987), argentinischer Tennisspieler
- Leopold Mayer (Schwimmer) (?–1914), österreichischer Schwimmer
- Leopold Mayer (Wirtschaftswissenschaftler) (1896–1971), österreichischer Wirtschaftswissenschaftler
- Leopold Mayer, eigentlicher Name von Léo Maillet (1902–1990), deutsch-schweizerischer Maler und Radierer
- Leopold Mayer (Dirigent) (1918–2003), österreichischer Dirigent, Intendant und Musikwissenschaftler
- Lina Mayer (1848–1914), österreichisch-deutsche Sängerin (Sopran) und Schauspielerin, siehe Lina Mayr
- Lina Mayer-Kulenkampff (1886–1971), deutsche Sozialarbeiterin und Lehrerin
- Lisa Mayer (Lyrikerin) (* 1954), österreichische Lyrikerin und Logopädin
- Lisa Mayer (Leichtathletin) (* 1996), deutsche Sprinterin
- Lothar Mayer (Verwaltungsjurist) (1918–1995), deutscher Verwaltungsjurist
- Lothar Mayer (Manager) (* 1933), deutscher Industriemanager
- Louis Mayer (Maler) (Ludwig Hartmann Mayer; 1791–1843), deutscher Maler
- Louis Mayer (Gärtner) (Ludwig Heinrich Mayer; 1804–1876), deutscher Gärtner
- Louis Mayer (Mediziner) (1829–1890), deutscher Gynäkologe
- Louis Mayer, bekannt als Louis Vauxcelles (1870–1943), französischer Kunstkritiker
- Louis B. Mayer (1884–1957), US-amerikanischer Filmproduzent
- Ludwig Mayer, auch Luigi Mayer (1755–1803), italienischer Maler, Zeichner und Radierer deutscher Abstammung
- Ludwig Mayer (Maler) (1834–1917), österreichischer Maler
- Ludwig Mayer (Mediziner) (1839–1878), deutscher Chirurg
- Ludwig Mayer (Politiker) (1896–1969), österreichischer Politiker (ÖVP)
- Ludwig Mayer (Militärpatrouillenläufer), deutscher Militärpatrouillenläufer
- Ludwig Friedrich Mayer (1905–1950), deutscher Kaufmann und Genossenschafter
- Lucas Mayer (Handballspieler) (* 1983), österreichischer Handballspieler
- Lucas Mayer (Basketballspieler) (* 1999), deutscher Basketballspieler
- Lucia Mayer-Hofmann (* 1979), Schweizer Langstreckenläuferin
- Ludo Mayer (1845–1917), deutscher Lederwarenfabrikant
- Luigi Mayer (1755–1803), deutsch-italienischer Maler

### M
- Maix Mayer (* 1960), deutscher Medien- und Konzeptkünstler sowie Fotograf
- Manfred Mayer (Historiker), deutscher Historiker
- Manfred Alfred Maria Mayer (* 1950), deutscher Jurist und Hochschullehrer
- Manfred Ludwig Mayer (1934–2020), deutscher Politiker (SPD)
- Manfred M. Mayer (1916–1984), deutsch-US-amerikanischer Immunologe
- Marc Mayer (* 1978), österreichischer Skilangläufer
- Marcel Mayer (Archivar) (* 1954), Schweizer Archivar und Historiker
- Marcel Mayer (* 1965), Schweizer Druckgrafiker, Buchgestalter, Typograph, Holzschneider, Radierer und Erwachsenbildner
- Margit Mayer (* 1949), deutsche Politikwissenschaftlerin und Hochschullehrerin
- Margit J. Mayer (* 1960), österreichische Journalistin
- Maria Goeppert-Mayer (1906–1972), deutsch-US-amerikanische Physikerin
- Marie Mayer (Schauspielerin, 1986) (* 1986), französische Schauspielerin und Model
- Marie Mayer (Schauspielerin, 1991) (* 1991), deutsche Theater- und Filmschauspielerin
- Marie Anne Mayer (1897–1969), US-amerikanische Linguistin
- Marissa Mayer (* 1975), US-amerikanische Informatikerin
- Martin Mayer (Mediziner) (1875–1951), deutscher Bakteriologe und Tropenmediziner
- Martin Mayer (Architekt) (1878–1925), deutscher Architekt
- Martin Mayer (Publizist) (1928–2019), US-amerikanischer Publizist
- Martin Mayer (Bildhauer) (1931–2022), deutscher Bildhauer, Grafiker und Zeichner
- Martin Mayer (Astronom) (1932–2016), deutscher Amateurastronom
- Martin Mayer (Politiker) (1941–2017), deutscher Politiker (CSU)
- Mathias Mayer (* 1958), deutscher Germanist, Literaturwissenschaftler und Hochschullehrer
- Mathilde Mayer (1889–nach 1956), deutsche Pädagogin
- Matthias Mayer, eigentlicher Name von Matija Majar-Ziljski (1809–1892), österreichisch-slowenischer Priester, Slawist und Agitator
- Matthias Mayer (Heimatforscher) (1884–1969), österreichischer Priester und Heimatforscher
- Matthias Mayer (Germanist) (* 1958), deutscher Germanist
- Matthias Mayer (Philosoph), deutscher Philosoph
- Matthias Mayer (Basketballspieler) (* 1981), österreichischer Basketballspieler
- Matthias Mayer (Handballspieler) (* 1986), österreichischer Handballspieler
- Matthias Mayer (Skirennläufer) (* 1990), österreichischer Skirennläufer
- Mauritia Mayer (1833–1897), deutsche Gastronomin
- Max von Mayer (1840–1899), deutscher Generalleutnant
- Max Mayer (Politiker) (1873–1962), deutscher Politiker (SPD)
- Max Mayer (Bezirksoberamtmann) (1874–nach 1937), Verwaltungsjurist und Bezirksoberamtmann
- Max Mayer (Ingenieur) (1886–1967), deutscher Bauingenieur
- Max Mayer (Fussballspieler, vor 1902) (vor 1902–??), Schweizer Fußballspieler
- Max Mayer (Fußballspieler, vor 1903) (vor 1903–??), deutscher Fußballspieler
- Max Mayer (Schauspieler) (* 1974), österreichischer Schauspieler
- Max Mayer (Footballspieler) (* 1991), deutscher Footballspieler
- Max von Mayer-Ahrdorff (1845–1928), österreichischer Theologe und Dichter
- Max Mayer-List (1871–1949), deutscher Theologe, Prälat von Stuttgart
- Max Ernst Mayer (1875–1923), deutscher Rechtswissenschaftler und Rechtsphilosoph
- Max Samuel von Mayer (1797–1862), deutscher Rechtswissenschaftler
- Max Theodor Mayer (1817–1886), deutscher Jurist und Politiker (Zentrum)
- Maximilian Mayer (Archäologe) (1856–1939), deutscher Klassischer Archäologe
- Maximilian Mayer (Sänger) (* 1991), deutscher Opernsänger (Tenor)
- Maximilian Mayer (Rennfahrer) (* 1992), deutscher Automobilrennfahrer
- Maximilian Mayer (Fußballspieler) (* 1998), österreichischer Fußballspieler
- Michael Mayer (Politiker) (1836–1911), deutscher Politiker (Zentrum) und Bildhauer
- Michael Mayer (Regisseur, 1960) (* 1960), US-amerikanischer Regisseur
- Michael Mayer (Gitarrist) (* 1962), deutscher Gitarrist (Slime)
- Michael Mayer (Schauspieler) (* 1964), deutscher Schauspieler
- Michael Mayer (Fußballspieler) (* 1970), deutscher Fußballspieler
- Michael Mayer (DJ) (* 1971), deutscher DJ
- Michael Mayer (Regisseur, 1973) (* 1973), israelischer Regisseur
- Michael Mayer (Historiker) (* 1974), deutscher Historiker
- Michael Mayer (Volleyballspieler) (* 1980), deutscher Volleyballspieler
- Michael Mayer (Eishockeyspieler) (* 1981), österreichischer Eishockeytorwart
- Michael Mayer-Rieckh (* 1935), österreichischer Unternehmer
- Mihály Mayer (Wasserballspieler) (1933–2000), ungarischer Wasserballspieler
- Mihály Mayer (Bischof) (* 1941), ungarischer Bischof von Pécs
- Mikaela Mayer (* 1990), US-amerikanische Boxerin
- Mona Mayer (* 2001), deutsche Leichtathletin
- Moritz Mayer (Jurist) (1864–1942), deutscher Jurist
- Moritz Mayer-Mahr (1869–1947), deutscher Pianist und Musikpädagoge
- Moritz Maximilian Mayer, deutscher Archivar

### N
- Nathaniel Mayer (1944–2008), US-amerikanischer Bluesmusiker
- Nicholas Mayer (* 1989), österreichischer Fußballspieler
- Nicolas Mayer (* 1990), französischer Skispringer
- Nicolas Mayer-Rossignol (* 1977), französischer sozialistischer Politiker
- Nicole Mayer-Ahuja (* 1973), deutsche Arbeitssoziologin und Hochschullehrerin
- Nonna Mayer (* 1948), französische Politikwissenschaftlerin
- Norbert Mayer (Politiker, 1887) (1887–1966), österreichischer Politiker (ÖVP), Abgeordneter zum Nationalrat
- Norbert Mayer (Politiker, 1957) (* 1957), deutscher Politiker (AfD)
- Norbert Mayer (Journalist) (* 1958), österreichischer Journalist
- Norbert Mayer (Schriftsteller) (* 1958), österreichischer Schriftsteller
- Norbert J. Mayer (1938–2017), deutscher Liedermacher, Dozent, Autor und Verleger

### O
- Olaf Mayer (* 1961), österreichischer Boxer
- Oliver Mayer (* 1958), deutscher Automobilrennfahrer und Geschäftsmann
- Oliver Mayer (Basketballtrainer), deutscher Basketballtrainer
- Oliver Mayer (Fussballspieler) (* 2000), Schweizer Fußballspieler
- Oliver Mayer-Rüth (* 1972), deutscher Fernsehjournalist
- Oscar Mayer (1859–1955), US-amerikanischer Unternehmer
- Oscar Mayer (Skispringer), deutscher Skispringer
- Oscar Mayer (Politiker) (1916–2011), Schweizer Politiker (SP)
- Oskar Mayer (* 1941), österreichischer Politiker (ÖVP)
- Otto Mayer (Jurist) (1846–1924), deutscher Rechtswissenschaftler und Hochschullehrer
- Otto Mayer (Fotograf) (1850–1929), deutscher Fotograf
- Otto Mayer (Mediziner) (1876–1951), österreichischer Mediziner
- Otto Mayer (Beamter) (1890–1971), deutscher Verwaltungsjurist
- Otto Mayer (Sportfunktionär) (1900–1970), Schweizer Sportfunktionär
- Otto Mayer-Serra (1904–1968), spanisch-mexikanischer Musikwissenschaftler
- Otto Eugen Mayer (1888–1981), deutscher Archäologe
- Otto Karl August Mayer (1871–1965), deutsch-österreichischer Schauspieler, siehe Otto Tressler

### P
- Pascal Mayer (Musiker) (* 1958), Musiker und Dirigent
- Pascal Mayer (Biophysiker) (* 1963), französischer Biophysiker
- Patrick Mayer (Fußballspieler, 1986) (* 1986), österreichischer Fußballspieler
- Patrick Mayer (Fußballspieler, 1988) (* 1988), deutscher Fußballspieler
- Patrick Mayer, eigentlicher Name von Paluten (* 1988), deutscher Webvideoproduzent
- Paul Mayer (Bildhauer), deutscher Bildhauer
- Paul Mayer (Zoologe) (1848–1923), deutscher Zoologe
- Paul Mayer (Biochemiker) (1872–1949), tschechischer Biochemiker
- Paul Mayer (Unternehmer) (1873–1955), Schweizer Unternehmer
- Paul Mayer (Lektor) (1889–1970), deutscher Lektor
- Paul Mayer (Polizist) (1896–1976), deutscher Polizeibeamter
- Paul Mayer (Journalist) (1898–1970), deutscher Journalist und Autor
- Paul Mayer (Politiker) (* 1964), Schweizer Politiker (SVP)
- Paul Augustin Mayer (1911–2010), deutscher Ordensgeistlicher und Kurienkardinal
- Paul Yogi Mayer (1912–2011), deutsch-britischer Sportpädagoge und Sportpublizist
- Pauline Mayer (* 2001), deutsche Basketballspielerin
- Pavel Mayer (* 1965), deutscher Politiker (Piratenpartei)
- Peter Mayer (Politiker, I), rumänischer Politiker, Bürgermeister von Timişoara
- Peter Mayer (Kupferstecher) (1718–1800), deutscher Kupferstecher, Maler und Grafiker
- Peter Mayer (Politiker, II), deutscher Politiker, Bürgermeister von Radolfzell am Bodensee
- Peter Mayer (Politiker, 1774) (1774–1848), deutscher Politiker, MdL Hessen
- Peter Mayer (Politiker, IV), deutscher Lehrer und Politiker, MdL Hohenzollernsche Lande
- Peter Mayer (Landrat) (1885–1962), deutscher Verwaltungsbeamter
- Peter Mayer (Verleger) (1936–2018), US-amerikanischer Verleger
- Peter Mayer (Bildhauer) (1938–2009), deutscher Bildhauer
- Peter Mayer (Germanist) (* 1941), deutscher Germanist, Romanist, Redakteur
- Peter Mayer (Schauspieler), US-amerikanischer Schauspieler und Theaterleiter
- Peter Mayer (Maler) (* 1954), deutscher Maler und Kunstdozent
- Peter Mayer (Politikwissenschaftler) (* 1961), deutscher Politikwissenschaftler
- Peter Mayer (Wirtschaftswissenschaftler) (* 1961), deutscher Wirtschaftswissenschaftler
- Peter Mayer (Sportfunktionär) (* 1966/1967), deutscher Sportfunktionär
- Peter Mayer (Politiker, 1976) (* 1976), österreichischer Landwirt und Politiker (ÖVP), Abgeordneter zum Nationalrat
- Peter Mayer (Volleyballspieler) (* 1985), deutscher Volleyballspieler
- Peter Mayer (Musiker) (* 1986), österreichischer Musiker, Komponist und Regisseur
- Peter A. Mayer (1940–2017), österreichischer Filmproduzent und Hochschullehrer
- Peter Cornelius Mayer-Tasch (* 1938), deutscher Politikwissenschaftler und Hochschullehrer
- Peter Eduard Mayer (1945–2018), deutscher Bauingenieur, Baubetriebler und Hochschullehrer
- Peter Th. Mayer (* 1962), deutscher Grafiker und Kupferdrucker
- Petra Mayer (Weinkönigin) (* 1966), deutsche Weinkönigin
- Petra Mayer (Musikerin) (* 1990), österreichische Musikerin
- Philipp Mayer (Jurist) (1798/1799–1828), österreichischer Jurist, Dichter und Erzieher
- Philipp Mayer (Politiker, 1804) (1804–1868), deutscher Lehrer und Politiker, MdL Reuß jüngere Linie
- Philipp Mayer (Politiker, 1918) (1918–1988), deutscher Politiker (SPD)
- Philipp Mayer (Fußballspieler) (* 1990), deutscher Fußballspieler
- Philipp Jakob Mayer (1870–1936), deutscher Theologe
- Philipp Otto Mayer (1855–?), deutscher Militärjurist

### R
- Ralf Christian Mayer, deutscher Musiker, Komponist und Produzent
- Reinhold Mayer (1926–2016), deutscher Theologe und Judaist
- René Mayer (Politiker) (1895–1972), französischer Politiker
- René Mayer (Fußballspieler) (* 1985), österreichischer Fußballspieler
- Renzo Riet Mayer (* 1995), Schweizer Unihockeyspieler
- Richard Mayer (Ruderer) (1892–??), österreichischer Ruderer
- Richard Mayer (Politiker, 1905) (1905–1978), deutscher Politiker
- Richard Mayer (Politiker, 1925) (1925–2016), deutscher Politiker (SPD)
- Richard Mayer (Arbeiterpriester) (1933–2012), Sprecher der Arbeitergeschwister
- Richard Mayer-List (1898–1966), deutscher Mediziner, Chefarzt des Paulinenhospitals in Stuttgart
- Richard E. Mayer (* 1947), US-amerikanischer Psychologe
- Robert Mayer (1814–1878), deutscher Arzt und Physiker
- Robert Mayer (Geograph) (1879–1950), österreichischer Lehrer und Geograph
- Robert Mayer (Philanthrop) (1879–1985), deutsch-britischer Geschäftsmann
- Robert Mayer (Maler) (1899–1975), deutscher Maler und Kunsterzieher
- Robert Mayer (Tänzer) (1911–2005), deutscher Tänzer, Choreograph und Ballettmeister
- Robert Mayer (Schauspieler), deutscher Schauspieler
- Robert Mayer (Fußballspieler, 1956) (1956–1979), österreichischer Fußballspieler
- Robert Mayer (Fußballspieler, 1965) (* 1965), österreichischer Fußballspieler
- Robert Mayer (Basketballfunktionär) (* 1966), deutscher Basketballfunktionär
- Robert Mayer (Fußballspieler, 1980) (* 1980), deutscher Fußballspieler
- Robert Mayer (Eishockeyspieler) (* 1989), schweizerisch-tschechischer Eishockeytorwart
- Robert A. Mayer (1933–2008), US-amerikanischer Museumsdirektor
- Robs Mayer (1907–1989), deutscher Maler, Grafiker und Kunsterzieher
- Roger Mayer (1926–2015), US-amerikanischer Filmproduzent
- Roland Mayer (1927–2013), deutscher Chemiker
- Roland Mayer (Altphilologe) (* 1947), britischer Altphilologe
- Roland Leistner-Mayer (* 1945), deutscher Komponist
- Rolf Mayer-Schalburg (1883–1976), deutscher Landwirt und Verbandsfunktionär
- Rosemary Mayer (1943–2014), US-amerikanische Künstlerin, Autorin und Übersetzerin
- Rudolf Mayer (Dichter) (1837–1865), tschechischer Dichter und Schriftsteller
- Rudolf Mayer (Medailleur) (1846–1916), österreichischer Medailleur und Ziseleur
- Rudolf Mayer (Zeichner) (1854–nach 1906), österreichischer Zeichner und Illustrator
- Rudolf Mayer (Marineoffizier) (1861–1936), österreichischer Marineoffizier
- Rudolf Mayer (Kaufmann) (1881–1942), deutscher Kunstsammler und Kaufmann
- Rudolf Mayer (Komponist) (1902–1983), tschechischer Komponist
- Rudolf Mayer (Verleger) (1928–2008), deutscher Verleger und Herausgeber
- Rudolf Mayer (Anwalt) (* 1947), österreichischer Jurist
- Rudolf Mayer-Freiwaldau (1931–2016), deutscher Schriftsteller, Librettist, Maler und Bildhauer
- Rudolf Mayer-List (1869–1955), deutscher Internist, Direktor an der evangelischen Diakonissenanstalt Stuttgart
- Rudolf W. Mayer (1920–1961), österreichischer Lyriker
- Rui Mayer (1888–1959), portugiesischer Fechter
- Rupert Mayer (1876–1945), deutscher Theologe und Ordensgeistlicher
- Rupprecht Mayer (* 1946), deutscher Schriftsteller und Übersetzer
- Ruth Mayer (* 1965), deutsche Amerikanistin
- Ruth Mayer-Opificius (1928–2006), deutsche Vorderasiatische Archäologin

### S
- Sabine Mayer (* 1976), österreichische Sängerin und Schauspielerin
- Sabrina Mayer (* 1984), deutsche Politikwissenschaftlerin
- Salesius Mayer (1816–1876), österreichischer Geistlicher, Theologe und Hochschullehrer
- Sally Mayer (1889–1944), deutscher Arzt
- Salomon Mayer (1835–1918), deutscher Jurist, Anwalt in Brüssel, Fachautor und Hochschullehrer
- Saly Mayer (1882–1950), Schweizer Textilunternehmer
- Samuel Mayer (Rabbiner, 1757) (1757–1821), deutscher Rabbiner
- Samuel Mayer (1807–1875), deutscher Rabbiner und Rechtsanwalt
- Sandy Mayer (* 1952), US-amerikanischer Tennisspieler
- Sarah Benedict Mayer (1896–1957), britische Schauspielerin und Judoka
- Sebastian Mayer (1773–1835), österreichischer Sänger, Komponist und Regisseur
- Sebastian Mayer (Ruderer) (* 1973), deutscher Ruderer
- Sheldon Mayer (1917–1991), US-amerikanischer Comicautor und -zeichner
- Siegmund Mayer (1842–1910), deutscher Physiologe
- Sigmund Mayer (1831–1920), österreichischer Kaufmann und Politiker
- Silke Mayer (* 1974), deutsche Basketballspielerin
- Simon Mayer (Mediendesigner) (* 1975), deutscher Mediendesigner
- Simon Martin Mayer (1788–1872), österreichischer Priester und Publizist
- Simone Mayer (1920–2006), französische Hämatologin
- Sina Mayer (* 1995), deutsche Leichtathletin
- Stefan Mayer (Nachrichtendienstmitarbeiter) (1895–1981), polnischer Oberst, Nachrichtendienstmitarbeiter
- Stefan Mayer (Bühnenbildner) (* 1959), deutscher Regisseur, Bühnen- und Kostümbildner
- Stefan Mayer (Eishockeyspieler) (* 1975), deutscher Eishockeyspieler
- Stepanka Mayer (* 1949), tschechoslowakisch-deutsche Schachspielerin
- Stephan Mayer (Politiker, 1822) (1822–1867), deutscher Politiker (Fortschrittspartei), MdL Bayern
- Stephan Mayer (General) (1941–2015), österreichischer Offizier
- Stephan Mayer (Journalist) (* 1961), deutscher Fernsehjournalist
- Stephan Mayer (Politiker, 1973) (* 1973), deutscher Politiker (CSU), MdB
- Stuart Mayer, australischer Admiral
- Susanne Mayer (* 1952), deutsche Journalistin
- Susanne Auer-Mayer (* 1985), österreichische Rechtswissenschaftlerin und Universitätsprofessorin
- Suso Mayer (1890–1963), deutscher Ordensgeistlicher
- Sven Mayer (* 1989), deutscher Informatiker
- Sylvia Mayer (Amerikanistin), deutsche Amerikanistin, Literaturwissenschaftlerin und Hochschullehrerin
- Sylvia Mayer (* 1978), deutsche Schauspielerin
- Szabina Mayer (* 1988), ungarische Handballspielerin

### T
- Tanja Mayer (* 1993), Schweizer Bobfahrerin
- Teddy Mayer (1935–2009), US-amerikanischer Motorsportmanager
- Teodoro Mayer (1860–1942), italienischer Politiker und Journalist
- Thaddäus Mayer (1812–1856), tschechischer Maler
- Theo Mayer (Maler) (1930–2003), deutscher Maler, Installationskünstler und Architekt
- Theo Mayer-Kuckuk (1927–2014), deutscher Physiker
- Theo Mayer-Maly (1931–2007), österreichischer Jurist, Rechtshistoriker und Hochschullehrer
- Theodor Mayer (Sänger) (1839–1909), deutscher Opernsänger (Bariton/Bass)
- Theodor Mayer (Architekt) (1874–1956), österreichischer Architekt
- Theodor Mayer (Historiker) (1883–1972), österreichischer Historiker
- Theodor Mayer (Unternehmer) (1934–2000), deutscher Unternehmer und Organist
- Theodor Heinrich Mayer (1884–1949), österreichischer Schriftsteller und Apotheker
- Theophilus Mayer (1850–1900), kanadischer römisch-katholischer Ordensgeistlicher, Weihbischof in Madras
- Thomas Mayer († 1525), deutscher Bauernführer, siehe Thomas Maier (Bauernführer)
- Thomas Mayer (Politiker) (1815–1870), deutscher Jurist und Politiker
- Thomas Mayer (Ökonom, 1927) (1927–2015), US-amerikanischer Wirtschaftswissenschaftler
- Thomas Mayer (Fußballspieler, 1927) (* 1927), deutscher Fußballspieler
- Thomas Mayer (Volkswirt) (* 1954), deutscher Volkswirt
- Thomas Mayer (Mediziner) (* 1959), deutscher Neurologe und Epileptologe
- Thomas Mayer (Journalist) (* 1962), österreichischer Journalist
- Thomas Mayer (Badminton), deutscher Badmintonspieler
- Thomas Mayer (Rennfahrer) (* 1982), deutscher Motorradrennfahrer
- Thomas Mayer (Fußballspieler, 1984) (* 1984), deutscher Fußballspieler
- Thomas Mayer (Fußballspieler, 1995) (* 1995), österreichischer Fußballspieler
- Thomas Johannes Mayer (* 1969), deutscher Opernsänger (Bassbariton)
- Thomas Michael Mayer (1946–2010), deutscher Germanist
- Till Mayer (* 1972), deutscher Fotojournalist
- Tilman Mayer (* 1953), deutscher Politikwissenschaftler
- Tim Mayer (1938–1964), US-amerikanischer Automobilrennfahrer
- Timo Joh. Mayer (* 1977), deutscher Regisseur
- Tobias Mayer (1723–1762), deutscher Kartograf, Geograph, Mathematiker, Physiker und Astronom
- Travis Mayer (* 1982), US-amerikanischer Freestyle-Skier

### U
- Udo R. Mayer (* 1944), deutscher Jurist
- Ulf Mayer (1926–2018), österreichischer Bildhauer
- Uli Mayer-Johanssen (* 1958), deutsche Unternehmerin
- Ulla Mayer (* 1948), deutsche Silberschmiedin und Hochschullehrerin
- Ulrich Mayer (* 1941), deutscher Historiker und Hochschullehrer
- Ulrike Mayer-Spohn (* 1980), Schweizer Komponistin
- Ulrike Maria Mayer, bekannt als Die Mayerin (* 1984), österreichische Singer-Songwriterin
- Urban Mayer (Geistlicher) (1575–1613), deutscher Ordensgeistlicher, Abt von Ochsenhausen
- Urban Mayer (Politiker) (1779–1855), deutscher Politiker, MdL Württemberg
- Uri Mayer (* 1946), kanadischer Dirigent und Bratschist
- Ursula Mayer (* 1936), deutsche Augenärztin und Hochschullehrerin
- Ursula Mayer-Reinach (* 1920), deutsche Sängerin (Alt), Gesangspädagogin und Musikschriftstellerin

### V
- Vali Mayer (* 1936), Schweizer Jazzmusiker
- Veronika Mayer (* 1959), österreichische Botanikerin
- Victor Mayer (1857–1946), deutscher Unternehmer
- Victoria Mayer (* 1976), deutsche Schauspielerin
- Viktor Mayer (Lepidopterologe) (1889–1973), österreichischer Lehrer und Schmetterlingskundler
- Viktor Mayer-Schönberger (Politiker) (1926–1992), österreichischer Politiker (ÖVP), Salzburger Landtagsabgeordneter
- Viktor Mayer-Schönberger (Jurist) (* 1966), österreichischer Jurist und Hochschullehrer
- Vincenz Mayer (* 1990), deutscher Eishockeyspieler
- Vineta Mayer (1865–1945), österreichische Bergsteigerin
- Virgil Mayer (1834–1889), deutscher Apotheker
- Volker Mayer-Lay (* 1981), deutscher Politiker (CDU), MdB

### W
- Walter Mayer (Physiker) (1926–2015), deutscher Physiker und Erfinder
- Walter Mayer (Altorientalist) (1941–2019), deutscher Orientalist und Hochschullehrer
- Walter Mayer (Offizier) (* 1941), österreichischer Generalmajor
- Walter Mayer (Rallyefahrer) (* 1948), österreichischer Rallyefahrer
- Walter Mayer (Skilangläufer) (* 1957), österreichischer Skilangläufer und Langlauftrainer
- Walter Mayer (Journalist) (* 1959), österreichischer Journalist
- Walther Mayer (1887–1948), österreichischer Mathematiker
- Wendy Mayer (* 1960), australische Patristikerin und Hochschullehrerin
- Werner Mayer (1934–2014), deutscher Fußballspieler
- Werner Mayer (Zoologe) (* 1943), österreichischer Herpetologe
- Werner Walcker-Mayer (1923–2000), deutscher Orgelbauer
- Wilhelm Mayer (Politiker, 1821) (1821–1866), deutscher Politiker, MdL Preußen
- Wilhelm Mayer, Geburtsname von W. A. Rémy (1831–1898), tschechisch-österreichischer Komponist und Musikpädagoge
- Wilhelm Mayer (Medailleur) (1840–1920), deutscher Bildhauer, Medailleur und Unternehmer, siehe Stuttgarter Metallwarenfabrik Wilh. Mayer & Frz. Wilhelm
- Wilhelm Mayer (Jurist) (Wilhelm Herbert; 1863–1925), deutscher Jurist und Schriftsteller
- Wilhelm Mayer (Politiker, 1874) (1874–1923), deutscher Politiker (Zentrum, BVP), MdR
- Wilhelm Mayer (General) (1886–1950), deutscher General der Luftwaffe
- Wilhelm Mayer (Widerstandskämpfer) (1905–1978), deutscher Widerstandskämpfer, Parteifunktionär und Generalmajor der Polizei
- Wilhelm Mayer (Politiker, II), deutscher Politiker, MdL Brandenburg
- Wilhelm Mayer (Pilot) (1917–1945), deutscher Jagdflieger
- Wilhelm Mayer-Gross (1889–1961), deutsch-britischer Psychiater
- Wilhelmine Mayer (geb. Closs; 1816–1899), deutsche Ehefrau von Robert Mayer
- Willi Mayer-Alberti (1868–1929), deutscher Unternehmer und Arbeitsrichter
- Willy Mayer (1911–nach 1978), deutscher Gärtner
- Wolf Mayer (* 1956), deutscher Jazzmusiker und Hochschullehrer
- Wolfgang Mayer (Jurist), deutscher Jurist und Hochschullehrer
- Wolfgang Mayer (Mediziner) (1927–2011), deutscher Chirurg und Hochschullehrer
- Wolfgang Mayer (Politiker, 1950) (1950–2017), deutscher Pädagoge, Dissident und Politiker (DSU, CDU)
- Wolfgang Mayer (* 1956), deutscher Jazzpianist und Hochschullehrer, siehe Wolf Mayer
- Wolfgang Mayer (Künstler) (* 1967), deutscher Künstler und Hochschullehrer
- Wolfgang Mayer (Rugbyspieler), deutscher Rollstuhlrugbyspieler
- Wolfgang Mayer (Politiker) (* 1978), österreichischer Politiker (ÖVP)
- Wolfgang Mayer König (auch Wolfgang Mayer-König; * 1946), österreichischer Autor
- Wolfgang A. Mayer (* 1944), deutscher Volkskundler und Volksmusikforscher
- Wookie Mayer (* 1954), deutsche Schauspielerin

### X
- Xaver Mayer (Manager) (1881–1942), deutscher Maschinenbauingenieur, Industriemanager und Politiker
- Xaver Mayer (Politiker) (Franz Xaver Mayer; * 1938), deutscher Landwirt und Politiker (CSU)

### Y
- Yannick Mayer (* 1991), deutscher Radrennfahrer
- Yitzhak Mayer (1934–2020), israelischer Diplomat

### Z
- Zoe Mayer (* 1995), deutsche Politikerin (Bündnis 90/Die Grünen)